# Pontchâteau
Pronunciação
 Pontchâteau  é uma localidade e comuna francesa, situada na região de País do Loire, departamento de Loire-Atlantique, no distrito de Saint-Nazaire. É o chef-lieu e maior população do cantão de Pontchâteau.

## Demografia
| 1962 | 1968 | 1975 | 1982 | 1990 | 1999 |
| ---- | ---- | ---- | ---- | ---- | ---- |
| 5334 | 5835 | 6394 | 7220 | 7549 | 7773 |